# SMS Straßburg
Le SMS Straßburg est un croiseur léger de classe Magdeburg mis à l'eau en 1913 pour la Kaiserliche Marine. Sa construction commence en 1910 au chantier naval Kaiserliche Werft, à Wilhelmshaven. Mis en service en octobre 1912, il intègre la Hochseeflotte (« flotte de haute mer »). Le navire est armé d'une batterie principale de douze canons de 105 mm et possède une vitesse maximale de 27,5 nœuds (50,9 km/h).

## Service

### Marine allemande
Après une première année en Outre-mer il est affecté au groupe de reconnaissance de la Hochseeflotte et participe à la
bataille de Heligoland en août 1914. Il est présent au raid sur les villes anglaises de Scarborough, Hartlepool et Whitby le 16 décembre 1914.

En 1916, il rejoint la mer Baltique face à la flotte maritime militaire de Russie. Il opère dans le golfe de Riga lors de l'opération Albion en octobre 1917 et de la bataille du détroit de Muhu.

En 1918, il retourne en mer du Nord pour opérer contre la Grand Fleet. Mais une mutinerie empêche cette opération.

Après la fin de la guerre il rejoint la Reichsmarine et est rayé du service en fin 1919.

### Marine italienne
Il est transféré à la Regia Marina au titre des dommages de guerre en juillet 1920. Il prend le nom de Taranto comme croiseur éclaireur.

Il subit une refonte en 1936-37 pour de futures missions coloniales et des canons antiaériens lui sont installés. Il ne participe à aucune action significative durant le début de la Seconde Guerre mondiale. Lors de l'armistice qui a mis fin à la participation italienne dans la guerre, le bâtiment est sabordé par son équipage. Renfloué par les Allemands il est coulé par un bombardement allié en octobre 1943. Renfloué de nouveau il est coulé par des bombardiers en septembre 1944. Il est mis à la ferraille en 1946-47.

### Source
- (en) Cet article est partiellement ou en totalité issu de l’article de Wikipédia en anglais intitulé « SMS Strassburg » (voir la liste des auteurs).